# Altes Kaufhaus (Mannheim)

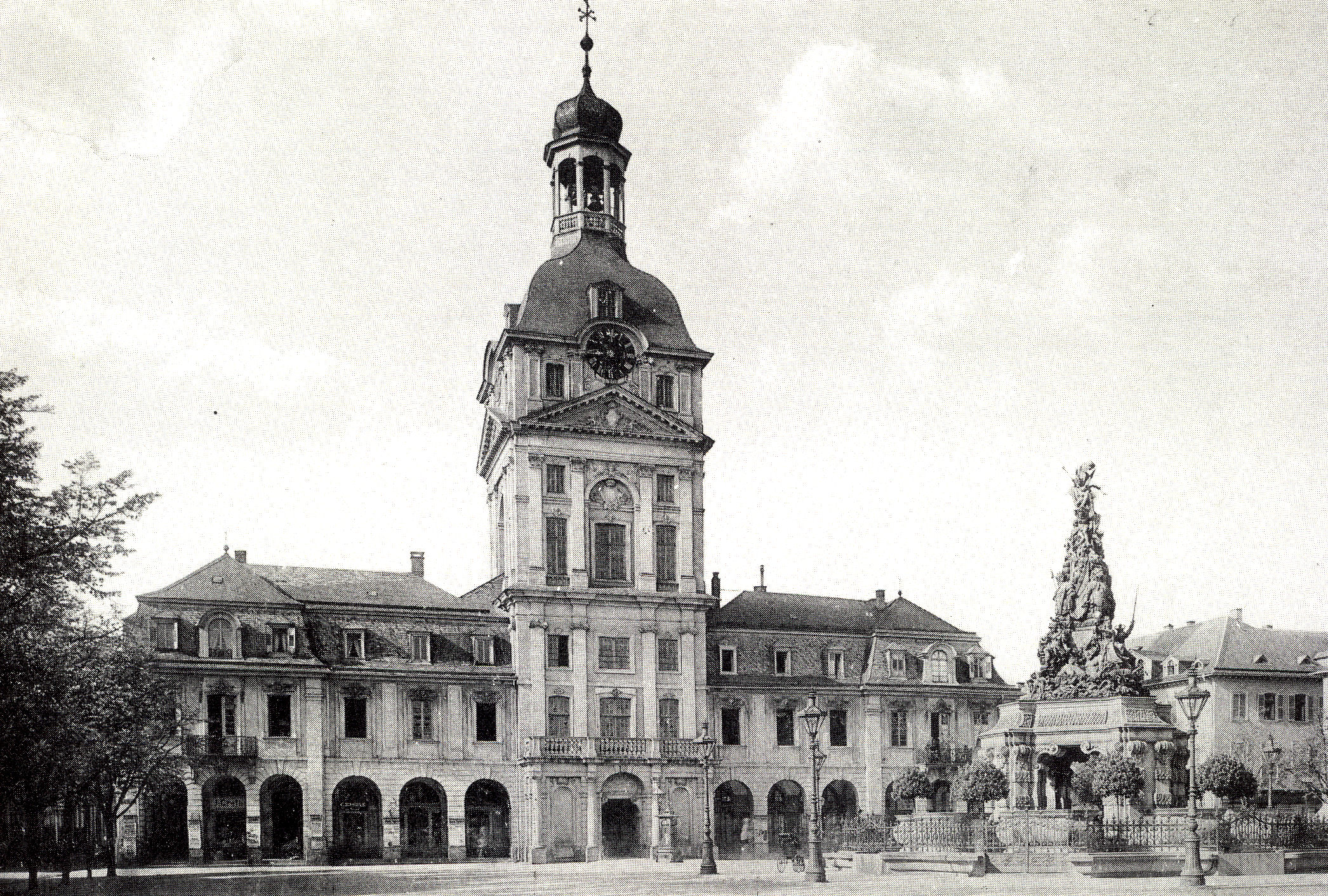
Altes Kaufhaus am Paradeplatz

Das Alte Kaufhaus war ein barocker Prachtbau in Mannheim, der in den Jahren 1724 bis 1741 auf dem Quadrat N 1 angrenzend an den Paradeplatz erbaut wurde.

## Geschichte
In Auftrag gegeben wurde der Barockbau im Jahre 1724 von Carl Philipp, dem regierenden Pfalzgrafen und Kurfürsten von der Pfalz. Vollendet wurde das Gebäude unter Kurfürst Carl Theodor im Jahre 1741. Für den Entwurf und die Bauleitung der ersten Phase zeichnete der italienische Architekt Alessandro Galli da Bibiena verantwortlich, die Reliefs schuf Paul Egell. Der größte Innenraum war ein aufwändig dekorierter Saal mit Stuckdecke, der als Fest- und Gerichtssaal diente. Später wurde es auch für französische Komödien benutzt. 1743 gab Johann Friedrich Molk mit seiner Schauspieltruppe in diesem Saal zahlreiche Vorstellungen. 1849 diente der Saal als Gerichtssaal, in dem Revolutionäre verurteilt wurden. Seine ursprüngliche Funktion als Kaufhaus erfüllte das Gebäude nie. Es wurde zu einem Behördenzentrum mit Rentamt, Polizeikommission, Wechselgericht, dem Kommerzienrat, einer Kommission zur Förderung von Handel und Gewerbe und schließlich dem Regierungskollegium, der Regierung.
In den Jahren 1903 bis 1909 wurde das Gebäude nach Plänen von Richard Perrey aufwändig zum Rathaus umgebaut. Der neue entstandene Bürgerausschuss-Saal der Stadt Mannheim war 469 m² groß. Am 21. und 22. November 1918 tagte dort die Versammlung der badischen Arbeiter- und Soldatenräte, die sich zum „Vorparlament der freien Volksrepublik“ erklärte.
Im Zweiten Weltkrieg wurde es schwer beschädigt. In den Jahren 1949 bis 1958 wurde ein Wiederaufbau begonnen und es entstand das HADEFA (Haus der Fachgeschäfte). An der Breiten Straße wurden die Reste der Arkaden entfernt. Die barocken Arkaden im linken Flügel wurden zu rundbogigen Schaufenstern umgebaut. Das Gebäude beherbergte nun die Kaufhausläden sowie ein Café und eine Gaststätte. Dennoch wurde 1961 ein städtischer Architekturwettbewerb für das Gebäude ausgeschrieben. Ausgezeichnet wurde der Entwurf des Leonberger Architekten Roland Ostertag, dessen Entwurf die restlose Vernichtung aller historischen Bauteile und der Pyramide auf dem Paradeplatz vorsah. Das teilweise wiederaufgebaute Bauwerk wurde daher im Jahre 1965 gänzlich abgebrochen. 1967 erfolgte jedoch aus finanziellen Gründen ein Baustopp. 1984 wurde die Bürgerinitiative „Bürgeraktion Altes Kaufhaus“ gegründet. Ein Bürgerentscheid im November 1986 forderte die originalgetreue Rekonstruktion, es wurde jedoch das Quorum nicht erreicht. Deshalb entstand 1991 an dieser Stelle das postmoderne Mannheimer Stadthaus, das nach Entwürfen des Mannheimer Architekten Mutschler erbaut wurde.